# Rictruda de Marchiennes
Rictrudis o Rictruda (Richtrudis, Richrudis) (Bascònia o Perigord, ca. 614 - Marchiennes, 688) fou una monja basca, abadessa de Marchiennes (Flandes, avui regió del Nord-Pas-de-Calais, França). És venerada com a santa per diferents confessions cristianes.

## Biografia
Havia nascut a la Bascònia (Gascunya) o al Perigord l'any 614, de pares vascons cristians i probablement propers als francs. Després de la derrota vascona en la rebel·lió del 632 o 636, un dels nobles de l'exèrcit real procedent del nord de França (de l'actual Flandes), anomenat Adalbald, va conèixer la jove, el pare de la qual formava part del seguici real, o almenys era un dels notables bascons que es van sotmetre als francs.
Ambdós es van casar, malgrat l'oposició de la família d'ella, i van viure a Ostrevant (Flandes); de l'enllaç van néixer quatre fills, tots ells considerats sants: Mauranci, abat de Bruel; Closinda, abadessa de Marchiennes (on va succeir la seva mare); Eusèbia, abadessa d'Hamage, i Adalsenda, que va morir jove. Adalbald va viatjar al ducat de Bascònia uns anys després i els familiars de Rictrudis, hostils als francs i que consideraven l'enllaç com una traïció, hi van donar mort al noble flamenc, que també seria canonitzat.
El rei Clodoveu II va pretendre casar de nou Rictrudis, però aquesta va decidir retirar-se al monestir de Marchiennes, al comtat de Flandes, no lluny d'Arràs, que ella mateixa havia fundat com a monestir doble. En va arribar a ser abadessa cap al 648, càrrec que va conservar fins a la seva mort i en què la va succeir la seva filla Closinda, que hi havia ingressat amb la seva mare i Adalsenda. També Mauronci, que estava a punt de casar-se, va fer-se monjo en aquest monestir.

## Veneració
La principal font històrica sobre la seva vida és la Vita Rictrudis d'Hucbald, encarregada per l'abadia de Marchiennes i escrita cap al 907. Venerada com a santa des de poc després de la seva mort, la seva festivitat se celebra el 12 de maig. Se li van atribuir molts miracles esdevinguts a la seva intercessió.
Va ésser sebollida al monestir de Marchiennes, i a la seva làpida s'hi va inscriure "Virtutis ager, pietatis imago" ("Camp de la virtut, imatge de la pietat"). La tomba es va refer diversos cops. Les relíquies van ésser traslladades a París, on es van perdre durant la Revolució francesa, en 1793. Algunes fonts diuen que una part de les relíquies es van portar a Douai.